# Café de la Nouvelle Athènes

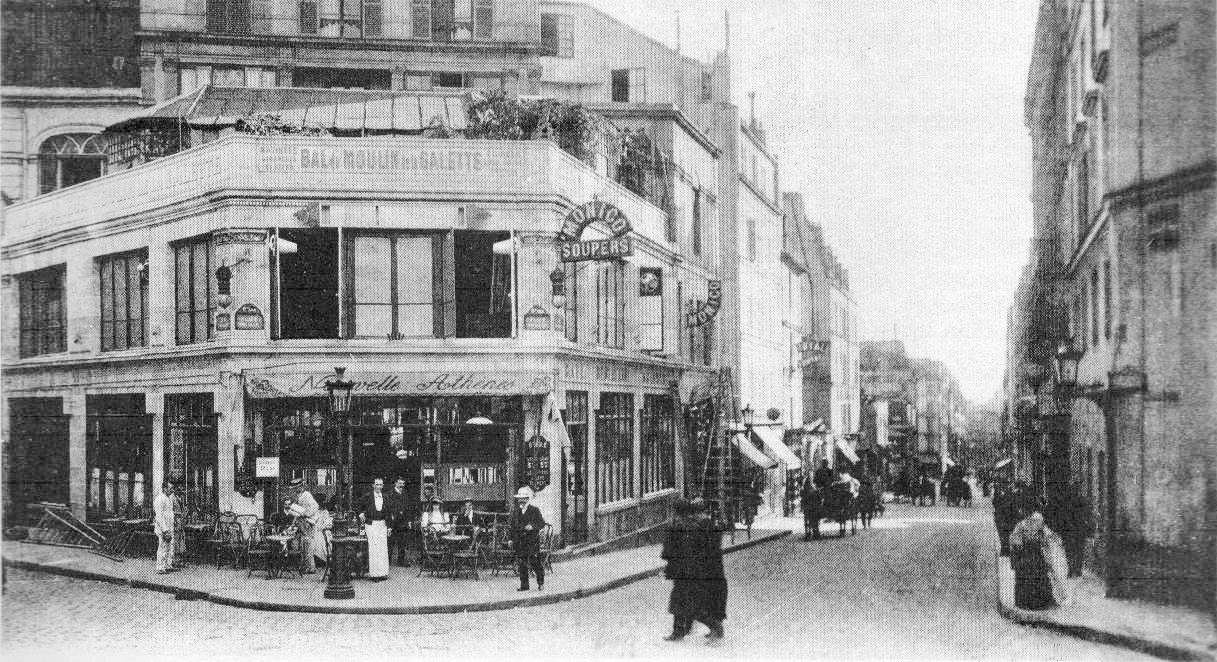
Café de la Nouvelle Athènes, Fotografie vor 1900

Das Café de la Nouvelle Athènes war ein Café in Paris. Es befand sich seit 1855 an der Place Pigalle Nr. 9 im 9. Arrondissement. In der zweiten Hälfte des 19. Jahrhunderts trafen sich hier zahlreiche namhafte Künstler. Namhafte Maler dieser Zeit wählten das Café als Motiv für ihre Bilder.

## Geschichte

### Der Name Nouvelle-Athènes
Namensgebend für das Nouvelle-Athènes (Neu-Athen) war das gleichnamige Stadtviertel, das sich rund um die heutige Metrostation Saint-Georges befindet und von der Rue Clichy, der Rue Châteaudun, der Rue des Martyrs und dem Boulevard de Clichy begrenzt wird. Das vormals aus Feldern und Obstgärten bestehende Gebiet entwickelte sich zwischen 1820 und 1850 zu einer Gegend mit Gartenlokalen und anderen Vergnügungsstätten. Ausgehend von einer durch den griechischen Unabhängigkeitskrieg von 1821 in Frankreich einsetzenden Griechenlandmode erhielt das Stadtviertel durch den Journalisten Dureau de La Malle in einem Artikel im Journal des Débats vom 18. Oktober 1823 die Bezeichnung Nouvelle-Athènes. Zur Eröffnung des Café de la Nouvelle Athènes kam es hingegen erst 1855.

### Berühmte Gäste

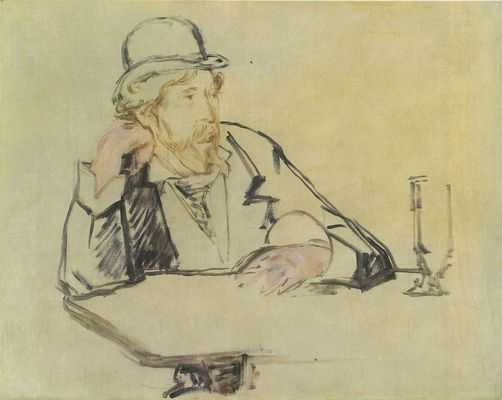
Édouard Manet:
George Moore im Café, 1878/79

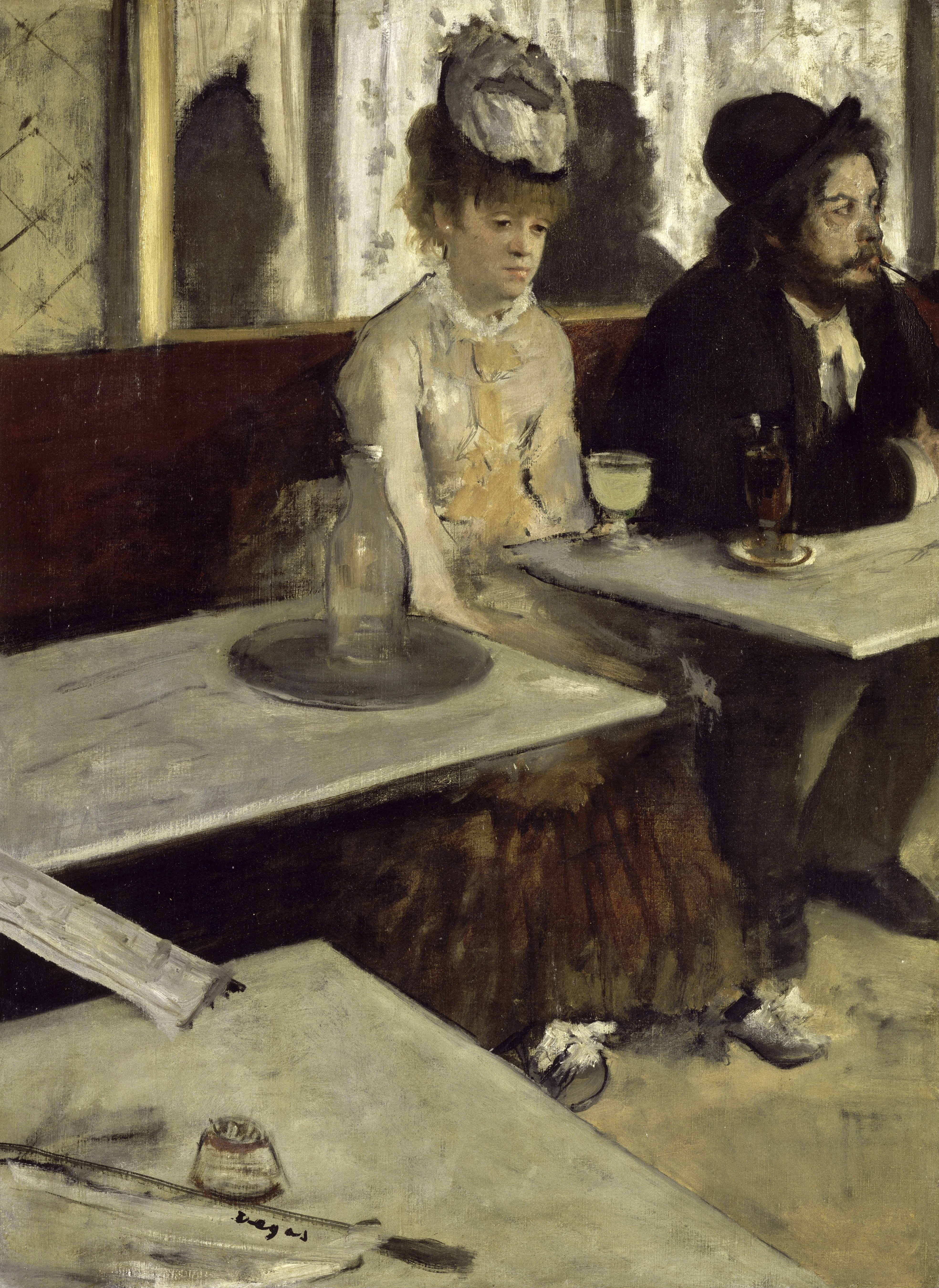
Edgar Degas:
Absinth, 1876

Zur Zeit des Zweiten Kaiserreiches trafen sich im Café de la Nouvelle Athènes zunehmend Oppositionspolitiker wie Léon Gambetta, Schriftsteller wie Jules-Antoine Castagnary, Alfred Delvau und Édmond Duranty, aber auch befreundete Künstler wie der Maler Gustave Courbet oder der Fotograf Nadar. Nach dem Deutsch-Französischen Krieg gehörten Schriftsteller wie Stéphane Mallarmé, Émile Zola, Paul Verlaine, Guy de Maupassant, Auguste de Villiers de L’Isle-Adam und Joris-Karl Huysmans zu den Gästen des Cafés. Ab Mitte der 1870er Jahre wechselten dann die Maler des Impressionismus vom Café Guerbois ins Café de la Nouvelle Athènes, wobei das Publikum nicht völlig identisch war. Der mit Edgar Degas und Édouard Manet befreundete Édmond Duranty kann hierfür ebenso ausschlaggebend gewesen sein, wie der Maler Marcellin Desboutin, der das Umfeld des Guerbois nicht mochte und das ruhigere Café de la Nouvelle Athènes bevorzugte. Für Manet lag das Café günstig auf dem täglichen Weg von der Wohnung am Boulevard des Batignolles und seinem Atelier in der Rue Guyon. Ebenso befand sich die Wohnung von Pierre-Auguste Renoir in der nahe gelegenen Rue St. Georges.
Im Umfeld von Degas folgten seine Freunde Jean-Louis Forain, Jean-François Raffaëlli und Federico Zandomeneghi. Neben Henri Guérard kamen gelegentlich Claude Monet und Camille Pissarro vorbei, wenn sie sich in Paris aufhielten. Seltener erschien Paul Cézanne, dann meist in Begleitung des Musikers Ernest Cabaner. In den 1880er Jahren folgten Maler wie Vincent van Gogh, Georges Seurat, Paul Gauguin, Henri de Toulouse-Lautrec und später auch Henri Matisse und die Musiker Erik Satie und Maurice Ravel in das Café de la Nouvelle Athènes.

### Das Café als Motiv der Künstler
Das Café diente zahlreichen der anwesenden Malern als Motiv für ihre Bilder. Entstanden sind diese Bilder hingegen in den jeweiligen Ateliers und nur Vorzeichnung vor Ort entstanden. Der irische Schriftsteller George Moore, ab Ende der 1870er Jahre selbst regelmäßiger Gast im Café, notierte zu einem Porträt, das Manet von ihm im Café malen wollte: „Er hatte zunächst vor, mich in einem Caféhaus zu malen; er war mir in einem Caféhaus begegnet und glaubte, den Eindruck wiedergeben zu können.“ Moore führte in seinen Erinnerungen Bekenntnisse eines jungen Mannes weiter an, das Manet in seinem Atelier einen Marmortisch besaß, der denen des Nouvelle Athènes glich und an dem er ihn schließlich porträtierte. Ebenso sind Manets Porträt Alphonse Maureau (Art Institute of Chicago) und das bekannte Bild Die Pflaume nicht im Café, sondern im Atelier entstanden. Vorbild hierfür war Edgar Degas’ Gemälde Absinth von 1876, das Marcellin Desboutin mit der Schauspielerin Ellen Andrée im Café de la Nouvelle Athènes zeigt. Auch sein Pastell Femme dans un café (Privatsammlung) ist in diesem Café angesiedelt. Weitere Maler die das Café als Motiv wählten waren Jean-Louis Forain und Federico Zandomeneghi.

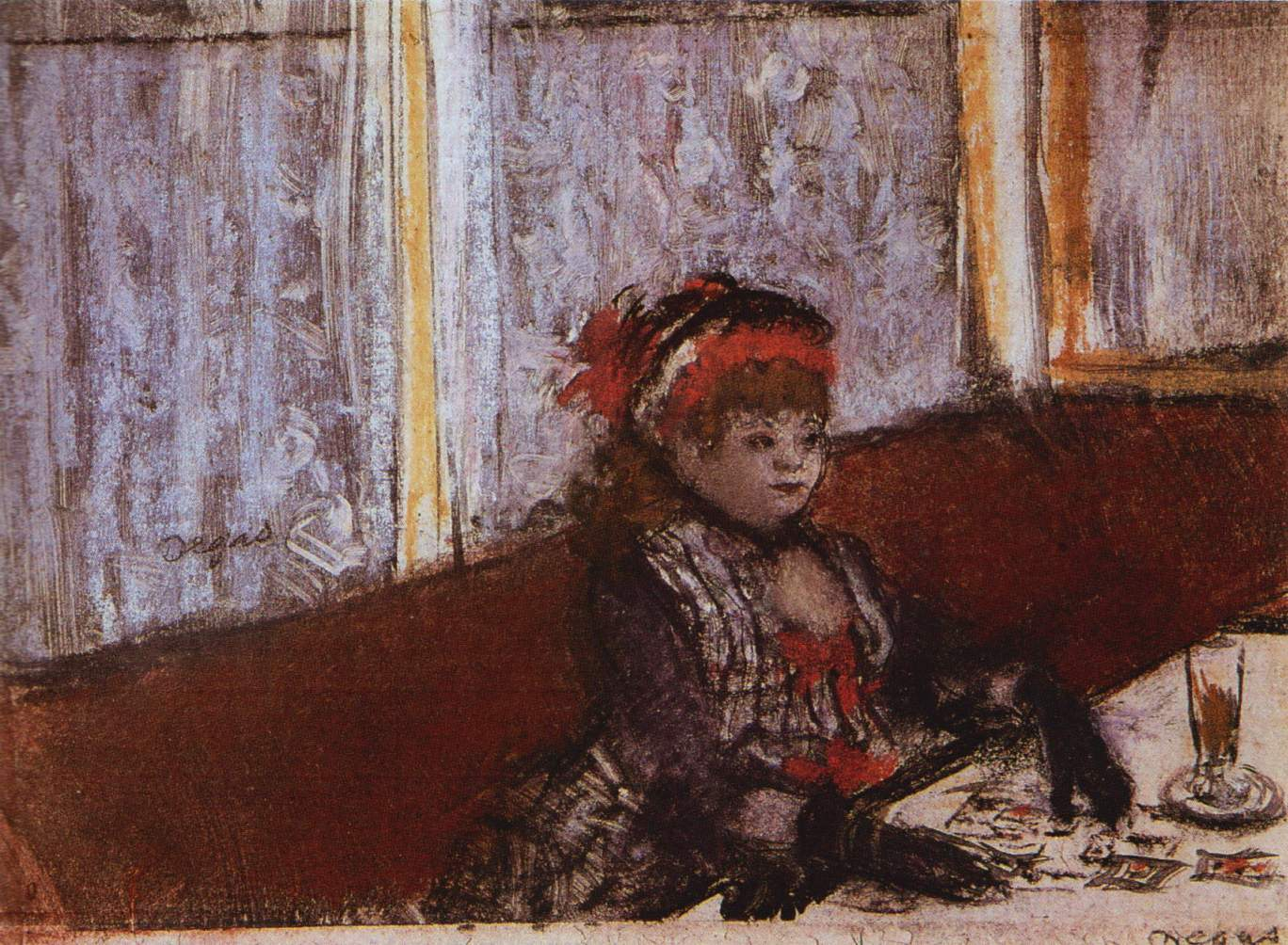
Edgar Degas: Femme dans un café, 1877
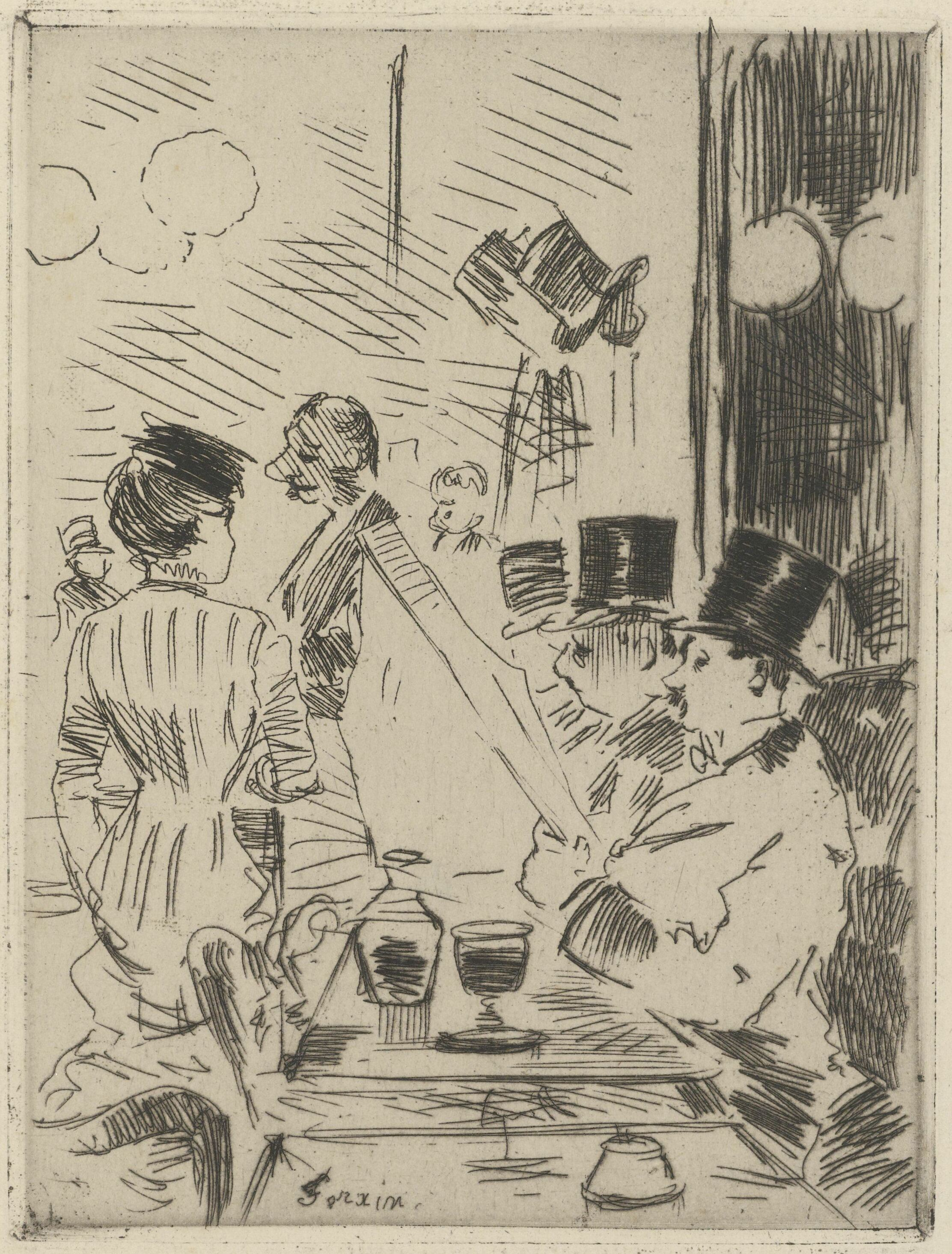
Jean-Louis Forain: Le Café de la Nouvelle Athènes, um 1877
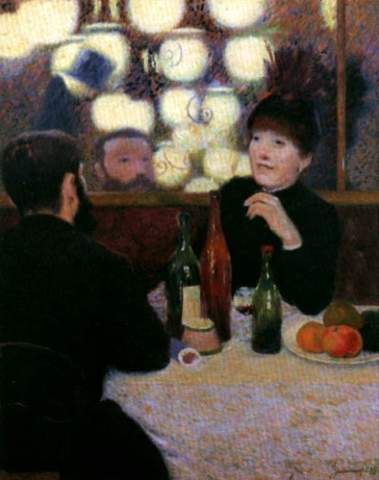
Federico Zandomeneghi: Il Café de la Nouvelle Athènes, 1885
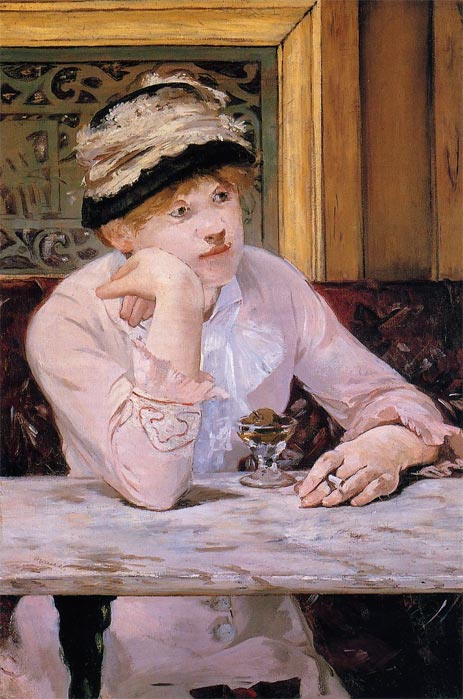
Édouard Manet: Die Pflaume, um 1878

### Das Ende des Cafés
Die Zeit als Künstlertreffpunkt endete Ende des 19. Jahrhunderts, als andere Lokale am Montmartre diese Rolle übernahmen. Das Lokal wechselte fortan mehrfach den Namen. Erst trug es die Bezeichnungen Monico und New Monico, bevor es als Bricktop’s während des Zweiten Weltkrieges zunächst den deutschen Besatzungstruppen und anschließend den Armeen der Befreier als Nachtclub diente. In den 1950er Jahren befand sich in den Räumen das Stripteaselokal Le Sphinx. Es folgte ein Intermezzo als Narcisse, bevor hier in den 1970er Jahren die Lesbenbar New Moon ihre Gäste empfing. Nachdem das Gebäude zwischenzeitlich geschlossen hatte, öffnete es 1987 erneut als New Moon und bot als Rock-Café vor allem Punkmusikern eine Spielstätte. Nach der Schließung des New Moon zog die Bar Le Temple in das Gebäude, bevor es 2004 bei einem Brand zerstört wurde. Das völlig ausgebrannte Gebäude wurde anschließend grundlegend erneuert und in ihm 2007 eine Bar und ein Restaurant, wieder unter dem Namen Nouvelle Athènes,  eröffnet. Außer dem Namen und der Adresse hat dieses Etablissement keine Gemeinsamkeiten mit dem mehr als 150 Jahre zuvor gegründeten Café de la Nouvelle Athènes.